# Цикл Хамфри
Цикл Ха́мфри (Humphrey. В русской транскрипции также пишут Гэмфри или Гемфри) — термодинамический цикл, описывающий рабочий процесс клапанного пульсирующего воздушно-реактивного двигателя. 

Цикл Хамфри – это прямой газовый изохорный цикл полного расширения. Этот цикл был реализован в пульсирующем прямоточном воздушно-реактивном двигателе, установленном на немецкой крылатой ракете Фау-1. 
Идеальный цикл Хамфри состоит из процессов:
- 1—2 адиабатическое (изоэнтропийное) сжатие рабочего тела за счёт напора встречного потока воздуха (при открытом клапане);
- 2—3 изохорический нагрев при сгорании топлива в замкнутом объёме (при закрытом клапане);
- 3—4 адиабатическое расширение;
- 4—1 изобарическое (при постоянном давлении) охлаждение.

Термический коэффициент полезного действия цикла может быть выражен уравнением: 

{\displaystyle \eta =1-{\frac {k}{\pi ^{\frac {k-1}{k}}}}{\frac {(\lambda ^{1/k}-1)}{(\lambda -1)}}}, 

здесь {\displaystyle k} — показатель адиабаты, {\displaystyle \pi =p_{2}/p_{1}} — степень повышения давления в адиабатном процессе 1—2, {\displaystyle \lambda =p_{3}/p_{2}} — степень повышения давления в изохорном процессе 2—3. 

КПД цикла также может быть выражен эквивалентным уравнением: 

{\displaystyle \eta =1-{\frac {k}{\pi ^{\frac {k-1}{k}}}}{\frac {(\lambda _{o}/\pi )^{1/k}-1}{\lambda _{o}/\pi -1}}}, здесь {\displaystyle \lambda _{o}=p_{3}/p_{1}} — общая степень повышения давления в цикле. 

При {\displaystyle \pi =1} цикл Хамфри вырождается в цикл Ленуара, по которому работает клапанный пульсирующий воздушно-реактивный двигатель на месте (при отсутствии напора встречного потока воздуха).